# Nicola Del Freo
Nicola Del Freo (Massa, 24 febbraio 1991) è un danzatore italiano, primo ballerino del Corpo di Ballo del Teatro alla Scala dal 2021.

## Biografia
Nato a Massa, ha iniziato a studiare danza a dieci anni e a quattordici si è trasferito ad Amburgo per studiare all'Hamburg Ballett Schule di John Neumeier. Nel 2010, a diciannove anni, è stato scritturato dalla compagnia della Deutsche Oper Berlin, dove è stato promosso demi-solista. A Berlino ha danzato numerose coreografie di Neumeier, ma anche ruoli nell'Onegin e nel Romeo e Giulietta di John Cranko, Il lago dei cigni e lo Schiaccianoci di Patrice Bart e il Bolero di Maurice Béjart.
Cinque anni più tardi è entrato nel corpo di ballo del Teatro alla Scala, dove è stato promosso al rango di solista nel 2018 e a quello di primo ballerino nel 2021. Nel 2017 intanto aveva vinto il Premio Léonide Massine al Festival di Positano. Il repertorio scaligero include i ruoli dell'Uccello Blu ne La bella addormentata e Siegfried ne Il lago dei cigni di Aleksej Ratmanskij, Lescaut in Manon e Romeo nel Romeo e Giulietta di Kenneth MacMillan, Lenskij nell'Onegin di Cranko e Des Grieux ne La Dame aux Camélias di Neumeier. Nel 2021 ha ampliato il proprio repertorio danzando il ruolo di Albrecht in Giselle accanto a Martina Arduino. Nel 2024 ha ricevuto una candidatura al Prix Benois de la Danse.
È sposato con la collega Virna Toppi dal 2022 e l'anno seguente la coppia ha avuto una figlia, Asia.

## Televisione
- Pechino Express (Sky Uno, 2025) - concorrente